# Boris Kolker
Boris Kolker (în rusă Борис Григорьевич Колкер; n. 15 iulie 1939, Tiraspol, RASS Moldovenească, RSS Ucraineană, URSS) este un profesor de limbi străine și traducător, interlingvist, autor a trei manuale de Esperanto. A locuit în Rusia și URSS, iar din 1993 locuiește în SUA, Cleveland, statul Ohio.

## Biografie
Boris Kolker a absolvit Universitatea de Stat din Chișinău. A studiat esperanto în 1957 și în anii 1958-1964 a ținut cursuri de esperanto în Tiraspol și Chișinău. A lucrat ca bibliograf în departamentul de limbi străine al Bibliotecii Republicane Krupskaia din Chișinău și, în cadrul bibliotecii, a organizat Clubul Internațional „Mondo” („Lumea”).
Boris Kolker este doctor în lingvistică, iar teza sa de doctorat este în esperantologie. Kolker este autorul a trei manuale de esperanto și al unor articole și recenzii interlingvistice. Datorită popularității lucrării Vojaĝo en Esperanto-lando (Călătorie în țara Esperanto), care este atât un curs de perfecționare în esperanto, cât și un îndreptar al culturii esperantiste, el este recunoscut de mulți drept un ghid al țării Esperanto.
Membru al Academiei de Esperanto. Membru de onoare a UEA (Asociația Universală de Esperanto). Redactor la revista Monato. De două decenii conduce cursuri la distanță în Rusia, timp în care a instruit peste 900 de persoane, precum și în Moldova. Predă esperanto la universitățile din San Francisco, California și Hartford, Connecticut. Coordonează Cursul Internațional de Perfecționare la Distanță. În diverse momente a fost fondator și coordonator al organizațiilor esperantiste din Moldova, Bașchiria, Rusia și Uniunea Sovietică.

## Teză de doctorat
- Contribuția limbii ruse la formarea și evoluția limbii esperanto (în rusă Вклад русского языка в формирование и развитие эсперанто.). Moscova: Akademija Nauk SSSR, Institut Jazykoznanija, 1985. - 23 p. Teză de doctorat în lingvistică, în limba rusă

## Manuale
- Учебник языка эсперанто. Основной курс (Manual de limba esperanto. Curs introductiv.).
- Эсперанто за 16 дней. Экспресс-курс (Esperanto în 16 zile. Curs rapid.).
- Международный язык эсперанто. Полный учебник (Limba internațională esperanto. Manual complet.).
- Vojaĝo en Esperanto-lando. Perfektiga kurso de Esperanto kaj gvidlibro pri la Esperanto-kulturo Arhivat în 6 iulie 2009, la Wayback Machine. (Călătorie în țara Esperanto. Curs de perfecționare în esperanto și îndreptar al culturii esperantiste.).